# Кенес (Жетысуская область)
Кенес (каз. Кеңес, до 199? г. — Карабулак) — село в Алакольском районе Жетысуской области Казахстана. Входит в состав Ушбулакского сельского округа. Код КАТО — 193473300.

## Население
В 1999 году население села составляло 166 человек (83 мужчины и 83 женщины). По данным переписи 2009 года, в селе проживало 130 человек (62 мужчины и 68 женщин).